# Янг, Эндрю Джексон
Эндрю Джексон Янг младший (англ. Andrew Jackson Young Jr.; 12 марта 1932, Новый Орлеан) — американский активист движения за гражданские права и государственный деятель, представитель США при ООН (1977—1979).

## Биография
Родился 12 марта 1932 года в Новом Орлеане, сын дантиста Эндрю Джексона Янга и учительницы Дейзи Янг (в девичестве Фуллер). В 1947—1948 годах учился в университете Дилларда, в 1951 году получил степень бакалавра наук по биологии в Говардском университете, в 1955 году — степень бакалавра богословия в Хартфордской семинарии. 
В 1955 году стал священником Объединённой церкви Христа, служил в разных приходах Алабамы и Джорджии. В 1961 году переехал в Атланту и вступил в Конференцию южного христианского руководства. Вошёл в число соратников Мартина Лютера Кинга, после его убийства в 1968 году сотрудничал с Ральфом Абернати.
После неудачной попытки в 1970 году, Янг был избран в Палату представителей США от демократов в 1972 году, затем переизбирался в 1974 и 1976. Поддерживал Джимми Картера, и после его победы на президентских выборах был в 1977 году назначен постоянным представителем США при ООН. Ушёл в отставку, когда стал известен факт его встречи с представителем ООП.
В 1981 году избран мэром Атланты, переизбран в 1985. В 1990 году принял участие в избирательной кампании за пост губернатора Джорджии, но проиграл предварительные выборы Демократической партии. Был членом оргкомитета Летних Олимпийских игр 1996 года в Атланте.

## Образ в культуре
В фильме 2014 года «Сельма» режиссёра Авы Дюверней, рассказывающем о маршах за гражданские права в городе Сельма (Алабама) в 1960-е годы, образ Эндрю Янга воплотил на экране Андре Холланд.

## Книги
- An Easy Burden: The Civil Rights Movement and the Transformation of America (1998);
- A Way Out of No Way (1996);
- Andrew Young at the United Nations (1978);
- Andrew Young, Remembrance & Homage (1978);
- The History of the Civil Rights Movement (9 volumes, 1990);
- Trespassing Ghost: A Critical Study of Andrew Young (1978);
- Walk in My Shoes: Conversations between a Civil Rights Legend and his Godson on the Journey Ahead with Kabir Sehgal (2010). ISBN 978-0-230-62360-6;
- The Politician (2010).